# The Decameron
The Decameron è una serie televisiva statunitense del 2024 creata da Kathleen Jordan. La serie è ispirata al Decameron di Giovanni Boccaccio del XIV secolo.

## Trama
Nel 1348, mentre la peste nera devasta Firenze, un gruppo di nobili ed i loro servi si rifugiano a Villa Santa, residenza nelle campagne toscane. Mentre aspettano la fine dell'epidemia all'interno di questa villa con i suoi giardini recintati, tra vino e sesso, i protagonisti dovranno lottare per la propria sopravvivenza.

## Episodi
| Stagione       | Episodi | Prima TV originale | Prima TV Italia |
| -------------- | ------- | ------------------ | --------------- |
| Prima stagione | 8       | 2024               | 2024            |

## Personaggi e interpreti

### Personaggi principali
- Licisca, interpretata da Tanya Reynolds, doppiata in italiano da Valentina Favazza.[1]
La serva di Filomena.
- Sirisco, interpretato da Tony Hale, doppiato in italiano da Roberto Pedicini.[1]
Il custode della villa.
- Pampinea, interpretata da Zosia Mamet, doppiata in italiano da Valentina De Marchi.[1]
Nobile viziata, promessa sposa di Leonardo, il proprietario della villa.
- Misia, interpretata da Saoirse-Monica Jackson, doppiata in italiana da Sara Imbriani.[1]
La fedele serva di Pampinea
- Filomena, interpretata da Jessica Plummer, doppiata in italiano da Chiara Oliviero.[1]
Una nobile viziata che ha perso tutta la sua famiglia a causa della peste.
- Tindaro, interpretato da Douggie McMeekin, doppiato in italiano da Riccardo Scarafoni.[1]
Un ricco ipocondriaco.
- Dioneo, interpretato da Amar Chadha-Patel, doppiato in italiano da Ruggero Andreozzi.[1]
Il medico di Tindaro.
- Panfilo, interpretato da Karan Gill, doppiato in italiano da Francesco Venditti.[1]
Il marito arrampicatore sociale di Neifile.
- Neifile, interpretata da Lou Gala, doppiata in italiano da Emanuela Ionica.[1]
La moglie pia e cattolica di Panfilo.
- Stratilia, interpretata da Leila Farzad, doppiata in italiano da Antilena Nicolizas.[1]
La cuoca della villa.

### Personaggi ricorrenti
- Calandrino, interpretato da Alfredo Pea.[1]
- Andreoli, interpretato da Giampiero De Concilio.[1]
- Jacopo, interpretato da Aston Wray, doppiato in italiano da Francesco Raffaeli.[1]
- Arriguccio, interpretato da Dustin Demri-Burns, doppiato in italiano da Andrea Lavagnino.[1]
- Generalie, interpretato da Matt Patresi.[1]
- Ruggiero, interpretato da Fares Fares, doppiato in italiano da Dario Oppido.[1]
- Stecchi, interpretato da Reis Daniel, doppiato in italiano da Luca Ciarciaglini.[1]
- Monk, interpretato da Daniele Natali

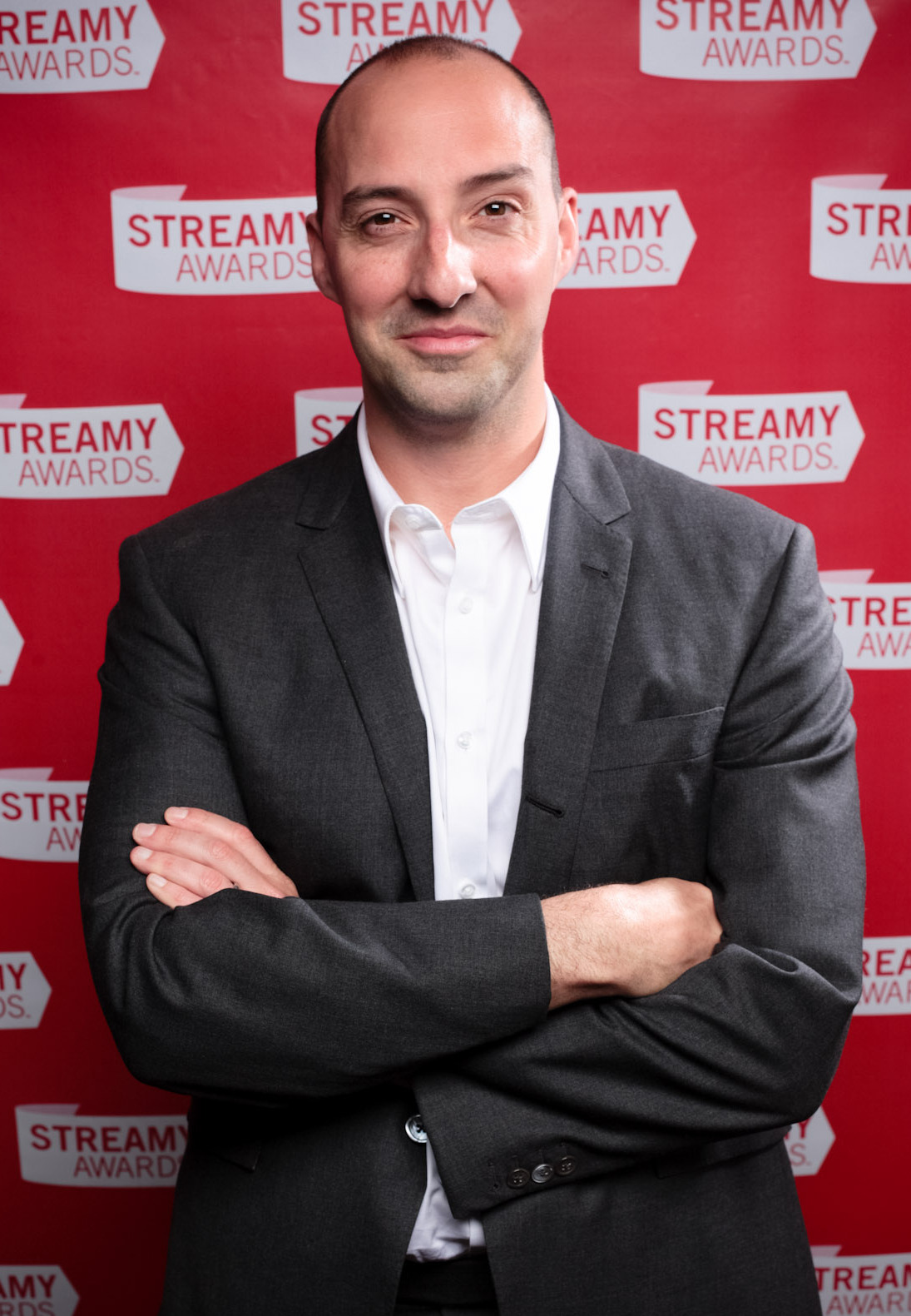
Tony Hale, interprete di Sirisco
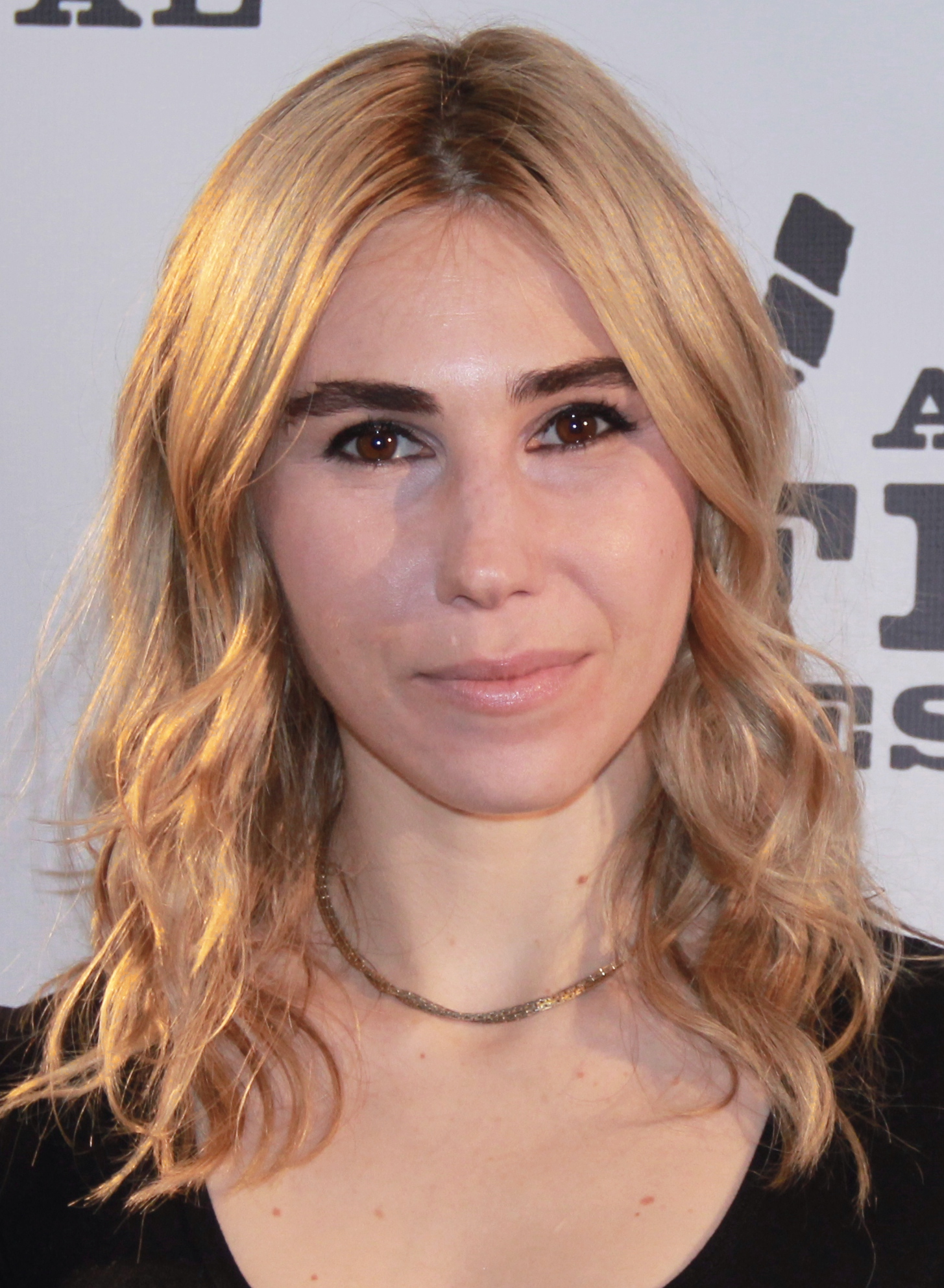
Zosia Mamet, interprete di Pampinea
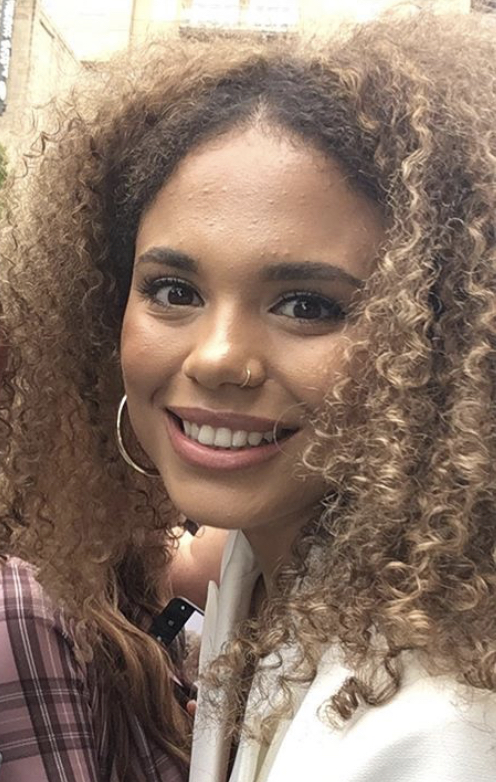
Jessica Plummer, interprete di Filomena
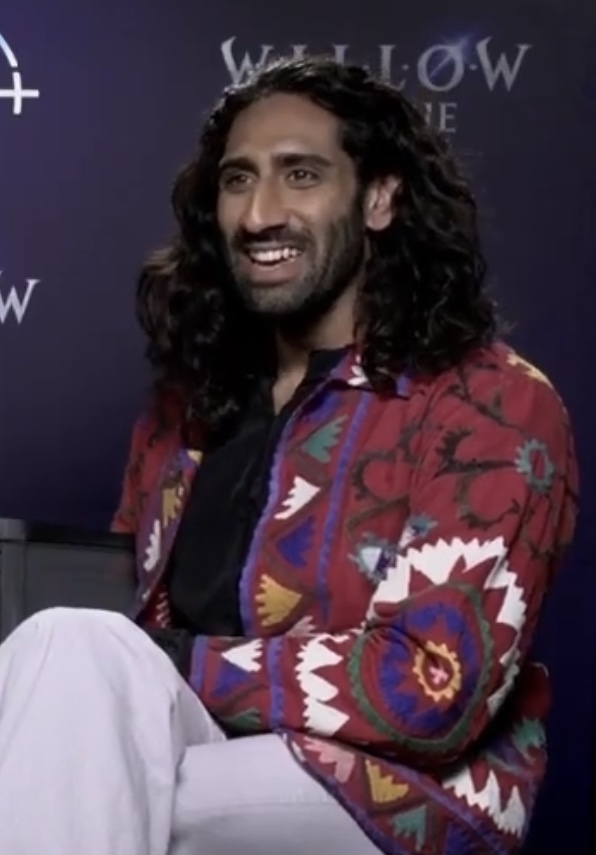
Amar Chadha Patel, interprete di Dioneo
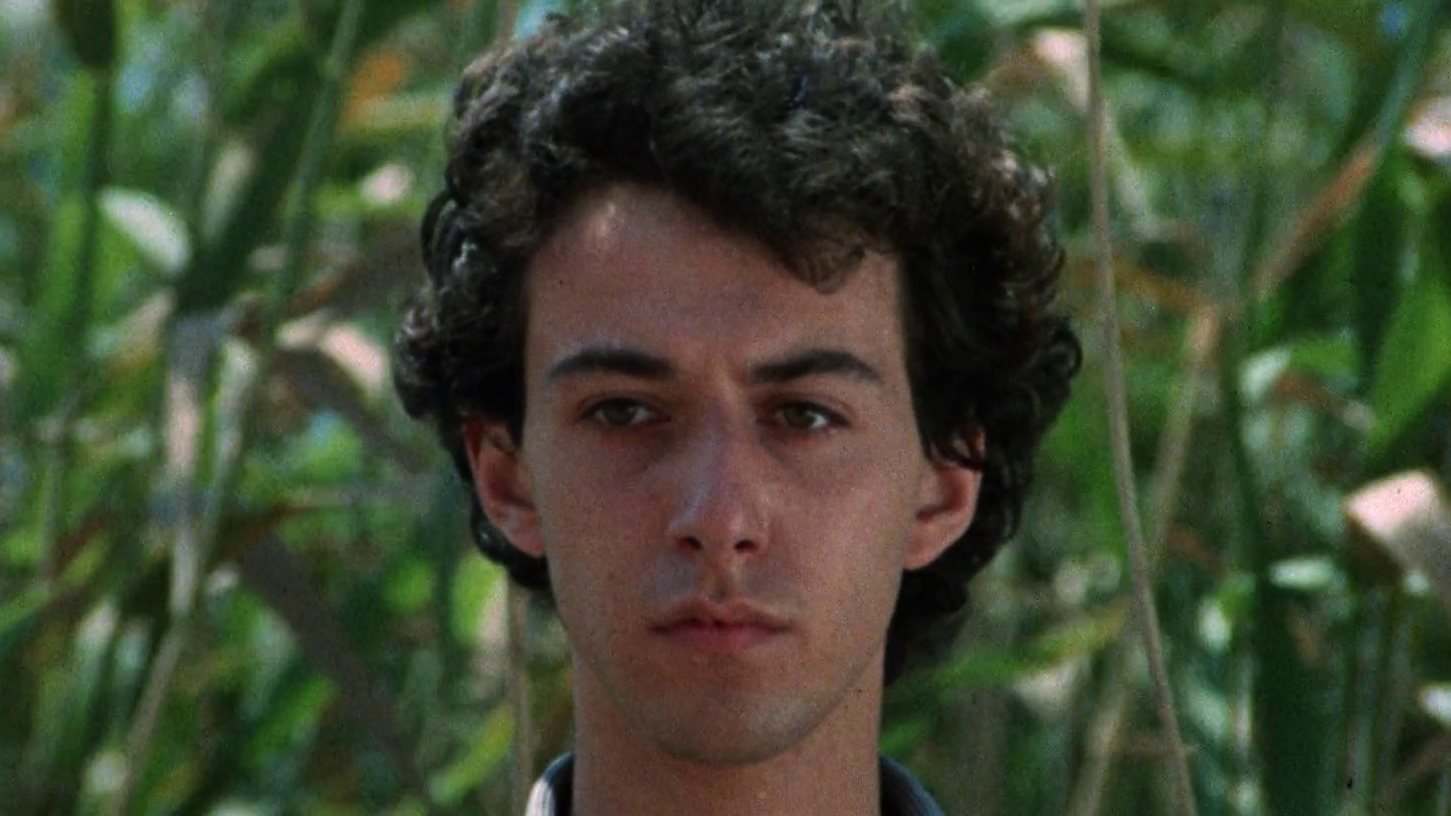
Alfredo Pea, interprete di Calandrino
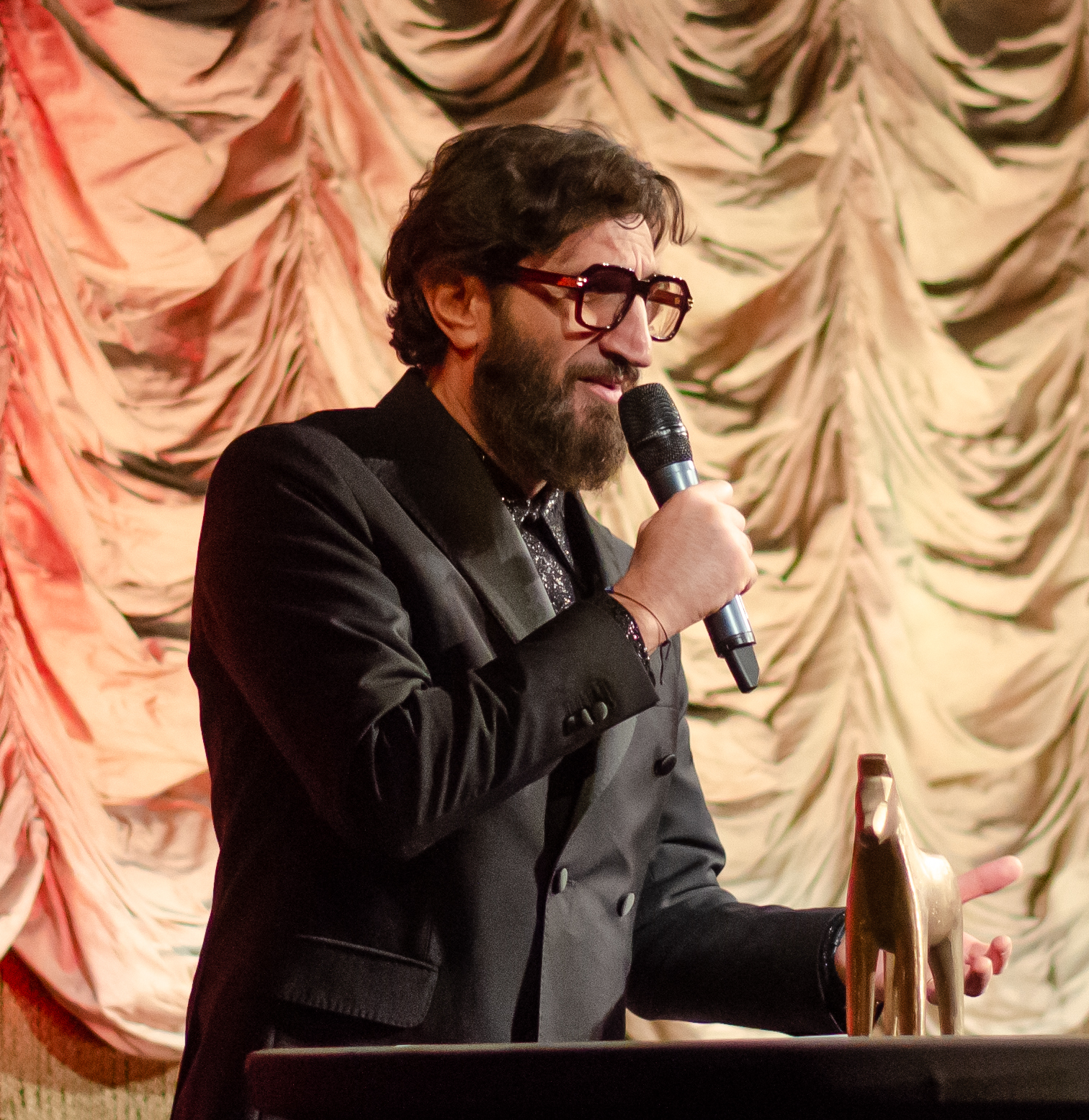
Fares Fares, interprete di Ruggiero

## Produzione
Nell'agosto 2022, Netflix ha annunciato di aver ordinato una serie televisiva liberamente ispirata ai racconti del 14° secolo Decameron di Giovanni Boccaccio. La serie è stata creata dalla showrunner Kathleen Jordan e Jenji Kohan è sono anche produttori esecutivi. Michael Uppendahl avrebbe dovuto dirigere quattro degli otto episodi. Il cast è stato annunciato nel dicembre 2022, tra cui Zosia Mamet, Saoirse-Monica Jackson, Tanya Reynolds, Amar Chadha-Patel, Leila Farzad, Lou Gala, Karan Gill, Tony Hale, Douggie McMeekin e Jessica Plummer.
La pre-produzione della serie è iniziata alla fine del 2022. Le riprese sono iniziate il 10 gennaio 2023 e si prevede di continuare fino a giugno. Le riprese a Roma si sono svolte presso gli studi di Cinecittà, dove gli interni di Villa Santa hanno occupato la fase 5, con ulteriori porzioni della villa che hanno utilizzato le fasi 4 e 11. Ulteriori riprese in esterni si sono svolte anche in tutta la provincia di Viterbo, come i giardini del Castello Ruspoli e il quartiere di San Pellegrino che funge da Firenze del XIV secolo, coprendo e nascondendo elementi moderni come grondaie, cavi, finestre e canne fumarie.

## Distribuzione
La prima stagione della serie televisiva è stata pubblicata su Netflix il 25 luglio 2024.

## Accoglienza
Sul sito di recensioni Rotten Tomatoes, il 69% delle recensioni di 42 critici è positivo, con una valutazione media di 6/10. Il consenso critico del sito web afferma: "Un'ampia parodia della peste nera brulicante di esibizioni divertenti, la vena oscura di umorismo del Decameron può rasentare l'irriverente, ma rende una festa pestilenziale piuttosto divertente". Metacritic ha assegnato alla prima stagione un punteggio medio ponderato di 65 su 100 basato su 23 recensioni, indicando "recensioni generalmente favorevoli".